# Don't say "lazy"
「Don't say "lazy"」（ドント・セイ・レイジー）は、桜高軽音部の2枚目のシングル。2009年4月22日にポニーキャニオンから発売された。

## 概要
TBS系列の一部とBS-TBSで放送のテレビアニメ『けいおん!』のエンディングテーマ。オープニングテーマ『Cagayake!GIRLS』と同日発売。ジャケットデザインの異なる初回盤と通常盤の2パターンリリース。初回盤（PCCG-70038）は着せ替えジャケット&ピクチャーディスク仕様となっている。
「桜高軽音部」は、『けいおん!』に登場する平沢唯、秋山澪、田井中律、琴吹紬のキャラクター4人からなるバンドユニット。実際に歌っているのは、各キャラクターの声を演じる声優の豊崎愛生、日笠陽子、佐藤聡美、寿美菜子の4人。
「Don't say "lazy"」では、秋山澪役の日笠陽子がメインヴォーカル、他の3人がコーラスをそれぞれ担当。ポップでキャッチーな曲調のオープニングとは対照的なイメージの、クールなロックチューンに仕立てられており、寿&佐藤曰く「かっこいい曲」、「かっこよさが押し出された曲」。豊崎曰く「『けいおん!』の軽音楽部4人がメジャーで演奏したらこうなるという感じの曲」。
「Sweet Bitter Beauty Song」は、日笠陽子（秋山澪役）&佐藤聡美（田井中律役）によれば、「息遣いを多く使ってお色気漂う艶っぽい曲」。
2009年7月13日、NHKホールにて行われた『MUSIC JAPAN 新世紀アニソンSP』の公開収録で、SCANDALがこの「Don't say "lazy"」のカバーを披露した。これは『新世紀アニソンSP』を企画した番組プロデューサーが、2009年に最も話題を集めた作品として『けいおん!』を挙げた上で、「桜高軽音部」に出演交渉をしたものの、諸事情により出演が叶わず、代わりにガールズバンドでのカバーを企画し、『MUSIC JAPAN』に出演経験のあったSCANDALに直接依頼したことで実現したものである。なお、SCANDALが演奏するにあたり、ギター2本、キーボードなしのバンドアレンジを加えて演奏している。

## 販売・評価など
発売前より、Amazonランキングで『Cagayake!GIRLS』と1位、2位の独占を記録。アニメ・ゲーム部門だけでなく、音楽総合でも最高1位を獲得している。
オリコン集計では、発売前日付の2009年4月21日付デイリーチャートで2万枚以上の売り上げを記録し、初登場3位にランクイン。同年4月24日付同チャートでは、デイリーチャートながら1位を獲得。さらに同日付では『Cagayake!GIRLS』が2位を獲得し、1位と2位を独占という快挙を達成した。同一アニメ・同一名義・同日発売によるオリコン・デイリーチャートの1位・2位独占は珍しいケースである。そこからも勢いは衰えず、同年4月27日まで4日連続でデイリーチャート1位を守り続けた。週間チャートではEXILEの『THE MONSTER 〜Someday〜』に阻まれ初登場2位となった。初動売上枚数は『もってけ!セーラーふく』の記録を上回り、第3週で累計売上10万枚を突破した。同時に『Cagayake!GIRLS』とあわせて同一名義・同時発売のシングル3週連続同時トップ10入りを達成する。これは1999年1月に宇多田ヒカルが『Automatic/time will tell』の8cm盤・12cm盤で記録して以来約10年4か月ぶり、完全に別タイトルでは1998年7月にL'Arc〜en〜Cielが『HONEY』『花葬』『浸食 〜lose control〜』で記録して以来約11年ぶりの快挙となる。2009年5月の月間チャートでは3位にランクインした。
テレビ朝日『ミュージックステーション』では2009年4月24日から3週連続で、『Cagayake!GIRLS』とともにトップ10入りという快挙を成し遂げた。5月1日の放送では3位を獲得。これにより同番組のランキングにおいて、声優名義によるアニメソングの最高順位を更新した。さらに、「着うたランキング」でも10位にランクインした。
『CDTV』（TBS）では2009年5月2日放送の週間ランキングで2位を獲得した。
アニメソング専門サイト『アニメロミックス』（ドワンゴ）では、「着うた」、「着信メロディ」のいずれも週間1位を獲得（4月21日 - 4月28日集計より）。また、4月度月間1位を獲得している。
発売以来、オリコン週間チャートにおいて、同時発売の『Cagayake!GIRLS』の売上を下回ったことがない（オリコン集計）。しかし、オリコンデイリーチャートでは7月14日付で初めて『Cagayake!GIRLS』に逆転された。なお、『ミュージックステーション』や『CDTV』などの音楽番組が発表するランキングにおいても下回ったことがない。
日本レコード協会の音楽配信集計チャート（レコ協チャート（「着うたフル」））では、週間10位を獲得した（2009年4月22日 - 4月28日集計）。同協会よりOPと同時に2009年5月度ゴールド認定作品と発表された。また着うたフルでも2009年8月度ゴールド認定作品（2010年5月度プラチナ認定作品）となっている。
第14回（2009年）アニメーション神戸賞主題歌賞（ラジオ関西賞）を受賞した。選評の中でラジオ関西『青春ラジメニア』パーソナリティの岩崎和夫は、「アニメ本体を含めた人気ぶりは皆わかっているが、アニメファンは「ちょっと待てよ」と思ってしまう。そうした思いを乗り越えて圧倒的支持を勝ち得た主題歌」と評している。
アニメージュが主催する第32回アニメグランプリ（読者投票による）においてアニメソング部門第1位を獲得した。
1年以上オリコン週間チャートにランクインし続け、累計売上は19万枚を超えており、2000年以降に発売されたキャラクター名義のシングルでは2017年4月時点で最大の売上枚数となっている。

## 収録曲
（全作詞：大森祥子、全編曲：小森茂生）
1. Don't say "lazy" [4:24]
作曲：前澤寛之
テレビアニメ『けいおん!』エンディングテーマ
2. Sweet Bitter Beauty Song [4:26]
作曲：田村信二
3. Don't say "lazy" （instrumental）
4. Sweet Bitter Beauty Song （instrumental）

## 収録アルバム
| 曲名                     | 収録アルバム                  | 発売日        | 備考                                 |
| ------------------------ | ----------------------------- | ------------- | ------------------------------------ |
| Don't say "lazy"         | 『K-ON! MUSIC HISTORY'S BOX』 | 2013年3月20日 | CD-BOX、ディスク1『OP & EDシングル』 |
| Sweet Bitter Beauty Song | 『K-ON! MUSIC HISTORY'S BOX』 | 2013年3月20日 | CD-BOX、ディスク1『OP & EDシングル』 |

## 備考
- 2009年9月2日に発売されたCD『「けいおん!」オフィシャル バンドやろーよ!!』（バンドスコア付）には、中野梓（声：竹達彩奈）が加わった「放課後ティータイム」による『Don't say “lazy" [5人Ver.]』が収録されているが、テレビアニメでは使用されなかった。
- DDT所属プロレスラーの安部行洋が、この曲を入場曲として使用している。

## カバー
Don't say "lazy"
- Afterglow［美竹蘭（佐倉綾音）］ - ゲーム『バンドリ! ガールズバンドパーティ!』収録曲。2021年11月10日発売のアルバム『バンドリ！ ガールズバンドパーティ！ カバーコレクション Vol.6』でCD初収録。
- おめがシスターズ - 2019年4月24日発売（3月1日先行配信）のカバーアルバム『IMAGINATION vol.1』にてカバー。
- 流田Project - 2018年1月24日発売のカバーベストアルバム「流田PPPH」に収録。なお、流田Projectが初めてカバーし、動画をアップした楽曲であり、「流田PPPH」発売において、新たに収録した。
- 中川翔子 - 2010年3月10日発売のアニソンカバーアルバム『しょこたん☆かばー3 〜アニソンは人類をつなぐ〜』CD+DVD盤にはボーナストラックとしてTVサイズバージョンが、2011年10月12日発売のカバーアルバム『しょこたん☆かばー4-2～しょこ☆ロック篇～』にはフルサイズ版が収録されている。
- 長谷川育美 - 2024年5月29日発売のアルバム『CrosSing Collection vol.4』に収録。カバーソングプロジェクト『CrosSing - Music＆Voice-』の楽曲としてのリリース。